# Школьников, Семён Пейсахович
Семён Пейсахович (Павлович) Школьников (17 октября 1901, Могилёв — 7 мая 1977, Минск) — советский художник-гримёр, теоретик и педагог в области гримёрного искусства. Заслуженный деятель культуры Белорусской ССР (1966).

## Биография
В 1923—30 годах учился у известного художника Ю. Пэна. С 1921 года — гримёр в театрах Могилёва и Энгельса, в 1941—1971 гг. — в Государственном русском драматическом театре БССР имени Горького, одновременно в 1960—1977 гг. — преподаватель Белорусского театрально-художественного института.
Работал над созданием портретного грима Ленина для народного артиста СССР П. С. Молчанова, народных артистов БССР Д. А. Орлова и А. М. Генералова.

## Сочинения
- Школьников, С. П. Искусство грима / С. П. Школьников. — Минск: Издательство Министерства высшего, среднего специального и профессионального образования БССР, 1962. — 134 с. — 4250 экз.
- Школьников, С. П. Грим: учебное пособие для театральных учебных заведений / С. П. Школьников. — Минск: Вышэйшая школа, 1969. — 176 с.
- Школьников, С. П. Причёски, головные уборы и украшения для сцены: учебное пособие для студентов театральных учебных заведений / С. П. Школьников; под ред. Г. И. Барышева. — Минск: Вышэйшая школа, 1975. — 223 с.
- Школьников, С. П. Основы сценического грима: учебное пособие для театральных учебных заведений / С. П. Школьников. — Минск: Вышэйшая школа, 1976. — 208 с.
- Školnikov, S. Historialliset päähineet, kampaukset ja korut / S. Školnikov; suomentanut Tuula Hillebrandt; Ammattikasvatushallitus. — Helsinki: Valtion painatuskeskus, 1984. — 234 p.: ill.